# Johann Gottlob Vollsack
Johann Gottlob Vollsack (* 22. Februar 1699 in Calau; † begraben 15. September 1772 in Krina) war ein deutscher evangelischer Theologe.

## Leben
Johann Gottlob Vollsack, Sohn des Kauf- und Handelsherrn sowie Bürgermeisters in Calau Johann Vollsack und dessen Frau Magarethe (geb. Mayer), besuchte nach der Schule seiner Heimatstadt und Förderung durch Privatlehrer das Gymnasium in Bautzen für sechs Jahre und immatrikulierte sich am 4. Juni 1717 an der Universität Wittenberg. Hier erwarb er am 17. Oktober 1718 den akademischen Grad eines Magisters der philosophischen Wissenschaften, erhielt am 6. Mai 1719 die Erlaubnis in Hochschulen als Magister legens Vorlesungen abzuhalten, wurde am 23. Januar 1722 Adjunkt der philosophischen Fakultät und 1726 Dekan der philosophischen Fakultät. Da er keine weitere Möglichkeit mehr sah, sich als Hochschullehrer weiterzuentwickeln, nahm er 1728 ein theologisches Amt an und wurde dafür am 16. November 1728 als Pfarrer in Krina ordiniert.
Aus seiner am 20. Januar 1729 in Wittenberg geschlossenen Ehe mit Marie Elisabeth Hamkin (Hanekin † 9. April 1758 in Krina), der Wwe. des NN. Hiffrein, sind zwei Söhne bekannt. Johann Gottlob Vollsack (get. 3. September 1729 in Krina) und der Handelsherr in Leipzig  Georg Gottlob Vollsack (get. 20. September 1731 in Krina, verh. in Leipzig 14. September 1763 mit NN.)

## Werke
- Diss. (Praes. K. C. Schroedero) de philosophia nec perniciosa nec Scripturae sacrae contraria, ex oratione Pauli ad Coloss. II. Wittenberg 1719
- Dissertatio philosophica de idearum origine. Diss. prior. (Resp. Ernst Schlescke) Schroeder, Wittenberg 1720. (Digitalisat)
- Dissertatio philosophica de idearum origine. Diss. posterior. Schroeder, Wittenberg 1720. (Digitalisat)
- Dissertatio politica de nobilitatis, nobiliumque privilegiis. (Resp. Christoph Gottlob Petschke) Schroeder, Wittenberg 1720. (Digitalisat)
- Dissertatio Physica Qua Fontium Lapidescentium Naturam. (Resp. Georg Michael Schneider) Schroeder, Wittenberg 1721. (Digitalisat)
- Der gläubigen Kinder Gottes rechtschaffenes Verhalten in und nach ihrer Seelenkrankheit; aus dem Evangelio am 14ten Sonnt, nach Trinit. Wittenberg 1721
- Die von Gott zur Rechenschaft geforderte Menschen; aus dem Evangclcio am 9ten Sonnt. nach Trinit. Wittenberg 1722
- Dissertatio moralis de praecipuis Nobilium virtutibus, secundum vetus Germanorum adagium: Fromm, weis und mild, Gehört ins Adlers Schild. (Resp. Adam Friderich von Ponicau) Schroeder, Wittenberg 1724. (Digitalisat)
- De Tribvs Apvd Sinenses Literatorvm Gradibvs Nonnvlla Edisserit. Gaebert, Wittenberg 1726. (Digitalisat)